# Rhodostrophia rosans
Rhodostrophia rosans là một loài bướm đêm trong họ Geometridae.